# ميليسا قصري
ميليسا قصري (13 فبراير 1998) هي لاعبة كرة طائرة جزائرية. كانت جزءًا من المنتخب الوطني الجزائري للكرة الطائرة.
شاركت في بطولة الجائزة الكبرى العالمية للكرة الطائرة لعام 2015. وعلى مستوى الأندية لعبت لصالح نادي NCB في عام 2015.

## روابط خارجية
- الملف الشخصي في FIVB.org